# Levegőkeringető rendszer
A levegőkeringető rendszer (ACM, air cycle machine) egy hűtőberendezés, amely a túlnyomásos gázturbinás repülőgépek környezet-szabályozó rendszerének (ECS) része. Általában egy repülőgép két vagy három ilyen ACM-mel rendelkezik. Minden ACM-et és annak alkatrészeit gyakran légkondicionáló egységnek neveznek. A levegőkeringető hűtési folyamat levegőt használ fázisváltó anyag, például freon helyett a gázciklusban. Nincs hűtőközeg kondenzációja vagy elpárolgása, és a folyamatból kilépő hűtött levegőt közvetlenül a kabin szellőztetésére vagy az elektronikus berendezések hűtésére használják.

## Története
A levegőkeringető gépeket először a 19. században fejlesztették ki hajók hűtésére. A technika egy fordított Brayton-ciklus (egy gázturbinás motor termodinamikai ciklusa), és Bell Coleman-ciklusnak vagy levegő-standard hűtési ciklusnak is nevezik.

## Műszaki részletek
A szokásos kompresszió, hűtés és expanzió, amely bármely hűtőciklusban megfigyelhető, az ACM-ben egy centrifugális kompresszor, két levegő-levegő hőcserélő és egy expanziós turbina segítségével valósul meg.
A motorokból, egy segédhajtóműből vagy földi forrásból származó levegő, amely meghaladhatja a 150 °C-ot és körülbelül 220 kPa (32 psi) nyomáson is lehet, egy elsődleges hőcserélőbe jut. A környezeti hőmérsékleten és nyomáson lévő külső levegőt hűtőközegként használják ebben a levegő-levegő hőcserélőben. Miután a forró levegőt lehűtötték, egy centrifugális kompresszor összenyomja. Ez a kompresszió felmelegíti a levegőt (a levegő maximális hőmérséklete ezen a ponton körülbelül 250 °C), és elküldik a másodlagos hőcserélőbe, amely ismét külső levegőt használ hűtőközegként. Az első hőcserélőn keresztül történő előhűtés növeli az ACM hatékonyságát, mert csökkenti a kompresszorba belépő levegő hőmérsékletét, így kevesebb munkára van szükség egy adott levegőtömeg összenyomásához (az egy adott aránnyal történő gáz összenyomásához szükséges energia növekszik a bejövő gáz hőmérsékletének emelkedésével).
Ezen a ponton a sűrített, lehűtött levegő hőmérséklete kissé magasabb, mint a külső levegő környezeti hőmérséklete. A sűrített, lehűtött levegő ezután áthalad az expanziós turbinán, amely a levegőből hőt von ki tágulás közben, lehűtve azt a környezeti hőmérséklet alá (-20 °C-ig vagy -30 °C-ig). Az ACM képes 0 °C alatti hőmérsékletre hűtött levegőt előállítani még akkor is, ha a külső levegő hőmérséklete magas (mint például a repülőgép álló helyzetben, meleg éghajlaton történő parkolásakor). Az expanziós turbina által kivont munka egy tengelyen keresztül továbbítódik, hogy megforgassa az egység centrifugális kompresszorát és egy bemeneti ventilátort, amely beszívja a külső levegőt a hőcserélőkhöz a földi üzemeltetés során; repülés közben torlónyomást használnak. A légkondicionáló egység energiája a bejövő levegő nyomásának csökkenéséből származik a rendszerből kilépő hűtött levegő nyomásához képest; jellemző eltérések körülbelül 210 kPa (30 psi) és körülbelül 76 kPa (11 psi) között vannak.
A következő lépés a levegő páramentesítése. A levegő hűtése következtében a benne lévő vízgőz köddé kondenzálódott, amelyet egy ciklonikus szeparátorral lehet eltávolítani. Történelmileg a szeparátor által kivont vizet egyszerűen a fedélzeten kívülre engedték, de az újabb ACM-ek a vizet a hőcserélők külső levegő beömlőnyílásaiba permetezik, ami nagyobb hőkapacitást biztosít a hűtőközegnek és javítja a hatékonyságot. (Ez azt is jelenti, hogy az ACM üzemeltetése egy gurulóúton parkoló repülőgépen nem hagy tócsát.)
A levegőt most egy keverőkamrában kis mennyiségű, nem kondicionált motorlevegővel lehet kombinálni. Ez felmelegíti a levegőt a kívánt hőmérsékletre, majd a levegőt a kabinba vagy az elektronikus berendezésekhez vezetik.

## Gyártók
Az ACM főbb gyártói: Honeywell Aerospace, Liebherr Aerospace, Collins Aerospace, PBS Velka Bites.

## Rendszerek típusai
A levegőkeringető rendszer típusai a következők lehetnek:

### Egyszerű ciklus
Ez a típus egy turbinából és egy ventilátorból áll, amelyek egy közös tengelyen helyezkednek el.

### Kétkerekesbootstrap
Ez egy turbinát és egy kompresszort foglal magában egy közös tengelyen.

### Háromkerekes
Ebben a konfigurációban egy turbina, egy kompresszor és egy ventilátor található egy közös tengelyen.

### Négykerekes/kettős orsós
Ez a legösszetettebb típus, amely két turbinából, egy kompresszorból és egy ventilátorból áll egy közös tengelyen.

## Rövidítések
A berendezésre különbözőképpen hivatkoznak, mint PAC, air conditioning pack vagy A/C pack, de nincs egységes álláspont a származásuk és jelentésük tekintetében:

### Pack
A package (csomag) rövidítéseként használják, pneumatikus és nem pneumatikus rendszerekre egyaránt alkalmazzák (Boeing, Airbus, Embraer, Bombardier és Lockheed).

### PAC
Mozaikszóként szerepel, jelentése lehet Passenger Air Conditioning (utas légkondicionálás) vagy pneumatic air conditioning (pneumatikus légkondicionálás) (utóbbi legalább egy üzleti repülőgép-beszállító rendszereinek vezérlőpultjain megtalálható).

### PACK
Mozaikszó, jelentése pneumatic air cycle kit (pneumatikus légciklus készlet) vagy pressurization & air conditioning kit (nyomás- és légkondicionáló készlet).